# Anastenaria
La anastenaria (en búlgaro Нестинарство, y en griego Αναστενάρια) es un ritual tradicional realizado en algunas aldeas del norte de Grecia y el sur de Bulgaria por el que se camina sobre el fuego.  Las comunidades que celebran este ritual descienden de refugiados que entraron a Grecia desde Tracia oriental después de las guerras balcánicas de 1911-1912 y el intercambio de población entre Grecia y Turquía en 1923.
Los lugares búlgaros y griegos que hacen estas fiestas ancestrales, realizan un único ciclo ritual anual que comienza el 21 de mayo y finaliza el 23 de mayo de cada año. Las figuras centrales de la tradición son San Constantino y Santa Elena cuya festividad se celebra el 21 de mayo, pero todos los días importantes de este ciclo coinciden con días importantes en el calendario ortodoxo griego y están relacionados con varios santos cristianos. Los dos eventos principales de este ciclo son dos fiestas, una en enero y sobre todo, en mayo, dedicado a estos dos santos. Cada una de las fiestas tiene una duración de 3 días e incluye varias procesiones, música, baile y un sacrificio de animales. La fiesta culmina con un ritual caminando sobre el fuego, donde los participantes, llevando los íconos de los santos Constantino y Elena, bailan extáticamente durante horas antes de caminar descalzos sobre las brasas de color rojo brillante del fuego preparado previamente, sin que resulten quemados.
Cada comunidad de la Anastenaria tiene un santuario especial conocido como konaki, donde se colocan sus iconos sagrados y los 'signos' de los santos (semadia), así  como ofrendas votivas y pañuelos rojos unidos a los iconos. Aquí, en la víspera del día de los santos, el 20 de mayo, Constantino y Elena son reunidos para bailar al ritmo de la música del tambor y la lira tracia. Después de un tiempo, creen que pueden ser 'poseídos' por San Constantino y entran en trance. En la mañana del día de los santos, el 21 de mayo, se reúnen en el 'konaki' y llegan a un pozo para ser bendecido con agua bendita y realizan el sacrificio de animales. Las reglas sobre la naturaleza de las bestias que van a ser sacrificadas son precisas, pero difieren de un pueblo a otro. Por la noche se enciende un fuego en un espacio abierto, y después de bailar durante algún tiempo en el konaki, los 'anastenarios' van hacia él llevando sus iconos. Después de bailar alrededor de él en círculo, los anastenarios individualmente bailan sobre las brasas mientras el santo se mueve. Este ritual también se realiza en enero, durante la fiesta de San Atanasio, pero el andar sobre el fuego se realiza en el interior de un edificio.

## Orígenes
Según algunos mitos, la costumbre se originó en la Edad Media cuando la iglesia de San Constantino en Kosti, hoy día, Bulgaria, se incendió, y podían escucharse desde dentro las voces de los santos que pedían ayuda. Los aldeanos que trataron de apagar las llamas para rescatarlos resultaron ilesos, pues estaban protegidos por los santos. La mayoría de los etnógrafos, sin embargo, han argumentado que las Anastenaria son vestigios de antiguas prácticas rituales de cultos de Dioniso.

## La anastenaria hoy
Hoy día, los rituales de la anastenaria se llevan a cabo en cinco pueblos del norte de Grecia: Ayia Eleni, Langadas, Melike, Mavrolefke y Kerkine.También el ritual todavía se sigue realizando en seis pueblos búlgaros de las montañas de Strandzha: Balgari, Gramatikovo, Slivarovo, Kondolovo, Kosti y Brodilovo.